# Приложения к «Ревизору»
«Приложе́ния к „Ревизо́ру“» — цикл сочинений Николая Васильевича Гоголя (в драматургической или публицистической форме), имеющих отношение к его пьесе «Ревизор». Носят характер автокомментария к пьесе, раскрывают её содержание, содержат указания по постановке пьесы. «Приложения» складывались на протяжении 10 лет и отражали взгляды Гоголя на своё создание (так, последние два текста отражают трактовку, близкую к мировоззрению «Выбранных мест из переписки с друзьями»).

## Отрывок из письма, писанного автором вскоре после первого представления «Ревизора» к одному литератору
Впервые опубликовано (наряду с «Две сцены, исключенные как замедлявшие течение пьесы») в 1841 году в качестве приложения к изданию комедии «Ревизор». Отправляя приложение для печати, Гоголь писал Сергею Аксакову: «Это письмо под таким названием, какое в нем выставлено, нужно отнесть на конец пьесы, а за ним непосредственно следуют две прилагаемые выключенные из пьесы сцены». В том же письме Гоголь объясняет Аксакову, что «Отрывок» является сокращенным письмом к Пушкину, написанным в 1836 году, после первого представления «Ревизора». Пушкин, по словам Гоголя, хотел писать полный разбор комедии для «Современника» и просил Гоголя «уведомить, как она была выполнена на сцене». Письмо, по свидетельству Гоголя, осталось неотправленным. Само письмо до нас не дошло. Черновые наброски, сохранившиеся в бумагах Гоголя, относятся к концу 1840 или началу 1841 года.

## Две сцены, выключенные как замедлявшие течение пьесы
Сцена с диалогом Анны Андреевны и Марьи Антоновны, между Хлестаковым и Растаковским. Эти сцены не вошли уже в редакцию первого издания комедии. Вторая сцена впервые опубликована в «Москвитянине» в 1841 году. Затем уже с первой сценой в 1841 году в качестве приложения к изданию комедии «Ревизор». Заголовок «Две сцены, выключенные как замедлявшие течение пьесы» дан автором в четвёртом томе собрания сочинений (1842).

## Предуведомление для тех, которые пожелали бы сыграть как следует «Ревизора»
Здесь Гоголь объясняет авторскую трактовку комедии «Ревизор», даёт рекомендации режиссёру и артистам, участвующим в постановке. Замечательные советы по способам раскрытия характеров главных героев и созданию «немой сцены». Написано около 1846 года. Впервые опубликовано Н. С. Тихонравовым в 1886 году в книге «Ревизор. Первоначальный сценический текст…».

## Театральный разъезд после представления новой комедии
Пьеса «Театральный разъезд после представления новой комедии» написана, приблизительно, в мае 1836 года под впечатлением первой постановки «Ревизора». Пьеса представляет собой своеобразный ответ Гоголя критикам «Ревизора». В неё вошли некоторые реальные отзывы о комедии, печатавшиеся в журналах и газетах. Гоголь переработал данное сочинение для издания «Сочинения Николая Гоголя» 1842 года. Своему другу Николаю Прокоповичу он писал, что пьеса «написана сгоряча, скоро после представления „Ревизора“ и потому немножко нескромна в отношении к автору. Её нужно сделать несколько идеальней, то есть, чтобы её применить можно было ко всякой пьесе, задирающей общественные злоупотребления, а потому я прошу тебя не намекать и не выдавать её, как написанную по случаю „Ревизора“». Работа над переделкой пьесы продолжалась до начала сентября. 10 сентября 1842 года Гоголь писал Прокоповичу: «…более всего хлопот было мне с остальною пьесою — „Театральный разъезд“. В ней столько нужно было переделывать, что, клянусь, легче бы мне написать две новых. Но она заключительная статья „Собрания“ и потому очень важна и требовала тщательной отделки. Я очень рад, что не трогал её в Петербурге и не спешил с нею. Она была бы очень далека от значения нынешнего».

## Развязка «Ревизора»
Написано в 1846 году для двух предполагавшихся изданий «Ревизора»: одного — в Петербурге, другого — в Москве. Предполагалось, что одновременно «Ревизор» пойдёт в Петербурге в бенефис Сосницкого и в Москве — в бенефис Щепкина. Гоголь предложил Щепкину в этом спектакле поставить «Ревизора» вместе с «Развязкой», причем Щепкин должен был исполнять в этой пьесе роль самого себя. Ближайшие друзья воспротивились как напечатанию, так и постановке «Развязки „Ревизора“». Протестовал против аллегорического истолкования пьесы и Щепкин, не представлявший себе героев «Ревизора» иначе, чем как «живых людей»: «…с этими в десять лет я совершенно сроднился, и вы хотите их отнять у меня. Нет, я их вам не дам! Не дам, пока существую». Таким образом, ни издание пьесы, ни её постановка не были осуществлены. Напечатана была «Развязка „Ревизора“» только после смерти Гоголя, в 1856 году.